# クローチェ・アル・テンピオのキリストの哀悼
『クローチェ・アル・テンピオのキリストの哀悼』（クローチェ・アル・テンピオのキリストのあいとう、伊: Compianto della Croce al Tempio、英: Croce al Tempio Lamentation）は、初期イタリア・ルネサンスの巨匠フラ・アンジェリコが1436年、または1440年に板上にテンペラと金で制作した絵画である。聖母マリア、マグダラのマリア、そのほかの聖人たちがイエス・キリストの死を哀悼し、埋葬の準備をしようとしている場面が描かれている。現在、作品はフィレンツェのサン・マルコ美術館 (旧サン・マルコ修道院) に所蔵されている。作品の名称は、依頼者であるドミニコ会派のサンタ・マリア・クローチェ・アル・テンピオ教団 (Compagnia di Santa Maria della Croce al Tempio) に由来する。

## 作品
ほとんどの美術史家は、記録にもとづき、この作品は1436年4月に制作が依頼され、12月に完成したと述べている。フラ・アンジェリコは作品に対して18リラ8ソルドの支払いを受けた。一方、一部の美術史家によれば、聖母マリアの衣服の端に隠された文字「MIIIXXXX (1440) 」は、1436年には作品が半分しか完成しておらず、画家が1439–1440年のコルトーナ滞在からフィレンツェに戻った後にようやく完成したことを意味している。
依頼者であった教団の代表はヤコポ・ベニンテンディ (Jacopo Benintendi) であったが、彼の叔母のヴィッラーナ・デ・ボッティはドミニコ会と関係していた敬虔な女性で、ドミニコ会の聖遺物は教団と関連があった。『ドミニコ会の聖人たち (Santi e Beati dell'Ordine Domenicano) 』 と題されたラッツィ (Razzi)  による聖人伝によれば、ヴィッラーナはイエス・キリストの苦難を共有することを切望し、しばしばキリストが彼女の天国の配偶者として出現する幻視を見た。彼女とドミニコ会は本作に登場している。
作品は、教団のテンピオ小教会に移されたが、この教会は後のフィレンツェ包囲の際に破壊された。教団は絞首台に向かう途上の受刑者をこの教会で受け入れ、死刑執行後に隣接する墓地で彼らの遺体を埋葬していた。なお、教会が破壊された際、ピサネロの作品とスピネロ・アレティーノの外壁上のフレスコ画を含む数点の絵画が失われている。本作は、十字架像のあった高祭壇に展示されていたが、教会が破壊される前にアカデミア美術館に移され、後に現在の所蔵先であるサン・マルコ美術館に移された。
人物像のうちのいくつかは質的に高くなく、フラ・アンジェリコの制作によるものではない。しかし、フィレンツェとして描かれているエルサレムを模した城壁のある町 (ロレンツォ・ギベルティの聖ゼノビウスの方舟 に描かれている城壁のある町と比較できる) は、確実にフラ・アンジェリコに帰属されている。なお、画面下の大きな部分が1966年のフィレンツェの大洪水で修復が不可能なほど失われてしまっている。